# Baccio Baldini

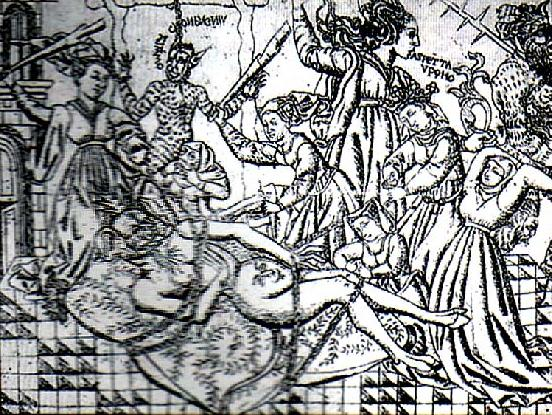
Um de seus trabalhos

Baccio Baldini (1436 ou 1460 -1490) foi um gravador italiano. 
Pouco se sabe sobre sua vida, mas acredita-se que tenha nascido em Florença. O biógrafo Vasari afirma que Baldini era um ourives que baseava todos os trabalhos em Botticelli. Gravuras de Baldini foram publicadas em 1477 em uma obra de Antonio Bettini e também em uma edição de 1481 da obra Inferno de Dante Alighieri.
A ele, ou a seu círculo, foi atribuído o "Florentine Picture-Chronicle" no Museu Britânico, um álbum de 55 desenhos de cenas e figuras da história antiga.